# Aygen-Sibel Çelik
Aygen-Sibel Çelik (* 1969 in Istanbul) ist eine türkisch-deutsche Kinder- und Jugendbuchautorin.

## Leben
Die gebürtige Türkin lebt seit ihrem zweiten Lebensjahr in Deutschland. Wichtige Stationen ihrer Biografie sind ein sechsjähriger Aufenthalt in ihrer Geburtsstadt, das Studium der Kinder- und Jugendbuchforschung in Frankfurt sowie ein Redaktionsvolontariat und diverse Praktika im pädagogischen und journalistischen Bereich. Sie war mehrere Jahre als Redakteurin einer Fachzeitschrift tätig. Als freie Autorin verfasste sie zahlreiche Artikel und Rezensionen über die Darstellung des Fremden in der Kinder- und Jugendliteratur. Heute schreibt sie selbst Kinder- und Jugendbücher und gibt Kindern Kurse in Kreativem Schreiben.
Nachdem sie 2004 die Medienkombinationen Lieder für unterwegs, Lieder für herbstliche Tage und Lieder zur guten Nacht redaktionell betreut und für sie Vorlesegeschichten und Lieder verfasst hatte, erschienen 2007 ihre Jugendbücher Sinan und Felix und Seidenhaar, die beide interkulturelle Themen für Kinder und Jugendliche aufbereiten. Im Jahr 2006 wurde sie mit dem Exposé für Geheimnisvolle Nachrichten für den Feuergriffel, das Stadtschreiberstipendium für Kinder- und Jugendliteratur der Stadt Mannheim, nominiert. Im gleichen Jahr erhielt sie ein Arbeitsstipendium vom Hessischen Ministerium für Wissenschaft und Kunst für den Roman Seidenhaar, der im Jahr 2009 auch mit dem LesePeter des Monats Februar der Gewerkschaft Erziehung und Wissenschaft ausgezeichnet wurde. Zudem gehörte Seidenhaar im März 2007 zu den besten sieben Büchern für junge Leser (Deutschlandfunk-Bestenliste).
2012 wurde Alle gegen Esra für den Rheinischen Literaturpreis Siegburg nominiert. 2013 erhielt die Autorin ein Arbeitsstipendium des Landes Nordrhein-Westfalen für Yakamoz. Eine Liebe in Istanbul. Für ihren geplanten Jugendroman mit dem Arbeitstitel Mercan und Arif erhielt Çelik 2014 das renommierte Grenzgänger-Stipendium des Literarischen Colloquium Berlin und der Robert-Bosch-Stiftung. 2014 wurde sie für das Literatur- und Leseförderungsprogramm Werkproben NRW 2015/16 des NRW Kultursekretariats (Wuppertal) und des Kultursekretariats NRW Gütersloh ausgewählt. Im selben Jahr wurde Sinan und Felix von der ersten KIBUM-Kinderjury in Oldenburg mit dem Ehrenpreis „Bestes Buch“ ausgezeichnet. Blogstar Opa. Mit Herz und Schere wurde im Jahr 2018 in der Sendung Timster auf KiKa vorgestellt.
Çelik lebt und arbeitet in Düsseldorf und ist seit 2015 im Kulturamt der Landeshauptstadt Mitglied des Beirats für Literatur.

## Werke
- Sinan und Felix. Mein Freund – Arkadaşım. Anette Betz Verlag, Wien, 2007, ISBN 978-3-219-11261-0, und SchauHoer Verlag, Pulheim 2014, ISBN 978-3-940106-16-2.
- Seidenhaar. Ueberreuter Verlag, Berlin 2007, ISBN 978-3-8000-5288-2, und BVK Buch Verlag Kempen GmbH, Kempen 2014, ISBN 978-3-86740-497-6.
- Geheimnisvolle Nachrichten. Ueberreuter Verlag, Berlin 2008, ISBN 978-3-8000-5361-2, und BVK Buch Verlag Kempen, 2013, ISBN 978-3-86740-472-3.
- Fußball, Gott und echte Freunde. Arena Verlag, 2009, ISBN 978-3-401-02798-2.
- Alle gegen Esra. Arena Verlag, 2010, ISBN 978-3-401-02793-7.
- Makellos ab Mitternacht. Ueberreuter Verlag, 2011, ISBN 978-3-8000-5569-2.
- Seidenweg - Sinems Entscheidung. Ueberreuter Verlag, Berlin 2012, ISBN 978-3-8000-5667-5.
- Yakamoz. Eine Liebe in Istanbul. Oetinger Taschenbuch, Hamburg 2014, ISBN 978-3-8415-0255-1.
- Star Sisters. Pink-Reihe. Oetinger Taschenbuch, Hamburg 2014, ISBN 978-3-86430-024-0.
- Verrückt war gestern. Pink-Reihe. Oetinger Taschenbuch, Hamburg 2014, ISBN 978-3-86430-030-1.
- Sinan, Felix und die wilden Wörter. SchauHoer Verlag, Pulheim 2016, ISBN 978-3-940106-17-9.
- Blogstar Opa. Mit Herz und Schere. Franckh-Kosmos, Stuttgart 2018, ISBN 978-3-440-15930-9.
- Blogstar Opa. Made with love. Franckh-Kosmos, Stuttgart 2019, ISBN 978-3-440-15953-8.
- Brummsumm. Entdecke die Welt der Honigbienen. Mit Markus Gerhards. Moses Verlag, Kempen 2020, ISBN 978-3-96455-035-4.
- Ich dachte, du bist mein Freund. Klett Sprachen, Stuttgart 2020, ISBN 978-3-12-674033-3.

## Beiträge in Anthologien
- Weit weg vom Krieg – weit weg von zu Hause. Afghanische Kinder von nebenan. In: … und dann war alles anders. Geschichten von Krieg und Frieden. Ueberreuter Verlag, 2004, ISBN 3-8000-5030-7.
- Weihram. In: 24 Adventsgeschichten. Ein Adventskalenderbuch. Bastei Lübbe Verlag (Boje), 2009, ISBN 978-3-414-82223-9.
- Der Nikolaus kommt bald. und Der Weihnachtsbaum. In: Es glänzt ein Stern. Die schöne alte Weihnachtszeit. Mit Adventskalender (Reprint). Verlagsbuchhandlung Julius Breitschopf, 2009, ISBN 978-3-7004-4282-0.
- Auf den ersten Blick, im zweiten Durchgang. In: Zuhause ist, wo ich glücklich bin. Neu in Deutschland. Carlsen Verlag, 2011, ISBN 978-3-551-35994-0.
- Fiep oder ein vergessener Wunsch. In: Wenn Sonntag ist. Loewe Verlag, 2016, ISBN 978-3-7855-8175-9.

## Hörbücher
- Makellos ab Mitternacht. Hörcompany, 2011, 2 CDs., ISBN 978-3-942587-17-4
- Didi und die Lara. Audible Original, 2020
- Didi und die Lara 2. Audible Original, 2022

## E-Books
- Yakamoz. Eine Liebe in Istanbul. Oetinger Taschenbuch, Hamburg 2014, Kindle Edition.
- Star Sisters. Pink-Reihe. Oetinger Taschenbuch, Hamburg 2014, Kindle Edition
- Verrückt war gestern. Pink-Reihe. Oetinger Taschenbuch, Hamburg 2014, Kindle Edition.
- Blogstar Opa. Mit Herz und Schere. Franckh-Kosmos, Stuttgart 2018, Kindle Edition.
- Blogstar Opa. Made with love. Franckh-Kosmos, Stuttgart 2019, Kindle Edition.

## Andere Ausgaben
- Seidenhaar. Ausgabe in Kurzschrift-Papier/Blindenschrift. Blindenschriftverlag und -druckerei „Pauline von Mallinckrodt“, 2008, 2 Bd.
- Sinan und Felix. Mein Freund – Arkadaşım. Ausgabe als Kamishibai. SchauHoer Verlag, Pulheim 2014, ISBN 978-3-940106-27-8.

## Auszeichnungen
- 2006: Arbeitsstipendium des Hessischen Ministeriums für Wissenschaft und Kunst für den Roman Seidenhaar
- 2006: Das Manuskript für Geheimnisvolle Nachrichten kam in die Endrunde und wurde für den Feuergriffel, das Stadtschreiber-Stipendium für Kinder- und Jugendliteratur der Stadt Mannheim, nominiert
- 2007: Seidenhaar gehörte zu den besten sieben Büchern für junge Leser im März (Deutschlandfunk-Bestenliste)
- 2009: LesePeter des Monats Februar der Gewerkschaft Erziehung und Wissenschaft für Seidenhaar
- 2009: Geheimnisvolle Nachrichten wurde am 20. Juni 2009 in der Sendung quergelesen auf KiKa vorgestellt.
- 2012: Alle gegen Esra kam in die Endrunde und wurde für den Rheinischen Literaturpreis Siegburg 2012 nominiert.
- 2012: Seidenweg wurde in die Liste der 100 besten Kinder und Jugendbücher des Börsenvereins des Deutschen Buchhandels (Landesverband Bayern) aufgenommen.
- 2013: Yakamoz. Eine Liebe in Istanbul: Arbeitsstipendium des Landes Nordrhein-Westfalen für das Jahr 2013.
- 2014: Mercan und Arif (AT): Grenzgänger-Stipendium des Literarischen Colloquium Berlin und der Robert-Bosch-Stiftung für den geplanten Jugendroman.
- 2014: Auszeichnung mit dem Literatur- und Leseförderungsprogramm Werkproben NRW 2015/16 vom NRW KULTURsekretariat (Wuppertal) und Kultursekretariat NRW Gütersloh.
- 2014: Sinan und Felix wurde von der ersten KIBUM-Kinderjury in Oldenburg mit dem Ehrenpreis Bestes Buch ausgezeichnet.
- 2015: Seidenweg wurde im Rahmen des Wettbewerbs Lesefüchse International der Zentralstelle für das Auslandsschulwesen (ZfA) jeweils in Georgien und in Estland zum Lesefuchs-Buch des Jahres gewählt.
- 2018: Blogstar Opa. Mit Herz und Schere wurde für den Lovelybooks-Leserpreis in der Kategorie Kinderbuch nominiert.
- 2018: Blogstar Opa. Mit Herz und Schere wurde in der Sendung Timster auf KiKa vorgestellt.
- 2020: Stipendium des Ministeriums für Kultur und Wissenschaft des Landes Nordrhein-Westfalen für das Projekt Die Straße.